# 国土地理院
国土地理院（、英: Geospatial Information Authority of Japan）は、日本の行政機関のひとつ。国土交通省設置法及び測量法に基づき測量行政を司る国土交通省の特別の機関である。
本機関は日本の地理空間情報当局および国家地図作成機関に当たる。

## 概要
日本国内における「すべての測量の基礎となる測量」（基本測量）を自ら実施し国家座標の維持管理を行うほか、国土地理院以外の国の行政機関や公共団体が実施する公共測量の指導・助言を行う。また、地理空間情報の国際標準化や国際連合地名標準化会議・地理学的名称に関する国連専門家グループなどの国際会合への参画、宇宙測地や重力測定の国際的事業への参画など、国家地図作成機関としての国際協力も担っている。また、測量士試験、測量士補試験、測量士登録行政も行っている。
一般に国の基本図である「地形図」の発行元として知られ、この基礎データベースである電子国土基本図を基に測定・公表される「全国都道府県市区町村別面積調」は、地方交付税法に規定する、地方行政に要する経費の測定単位に関する数値の算定基礎として用いられている。また、災害対策基本法第2条第3号及び武力攻撃事態法第2条第4号に規定する指定行政機関として、地震・火山噴火等の災害時や武力攻撃事態等において、地形図や空中写真をはじめとする地理空間情報の提供のほか、GNSS測量や合成開口レーダーによる地殻変動の観測などによる災害観測も行う。

## 沿革

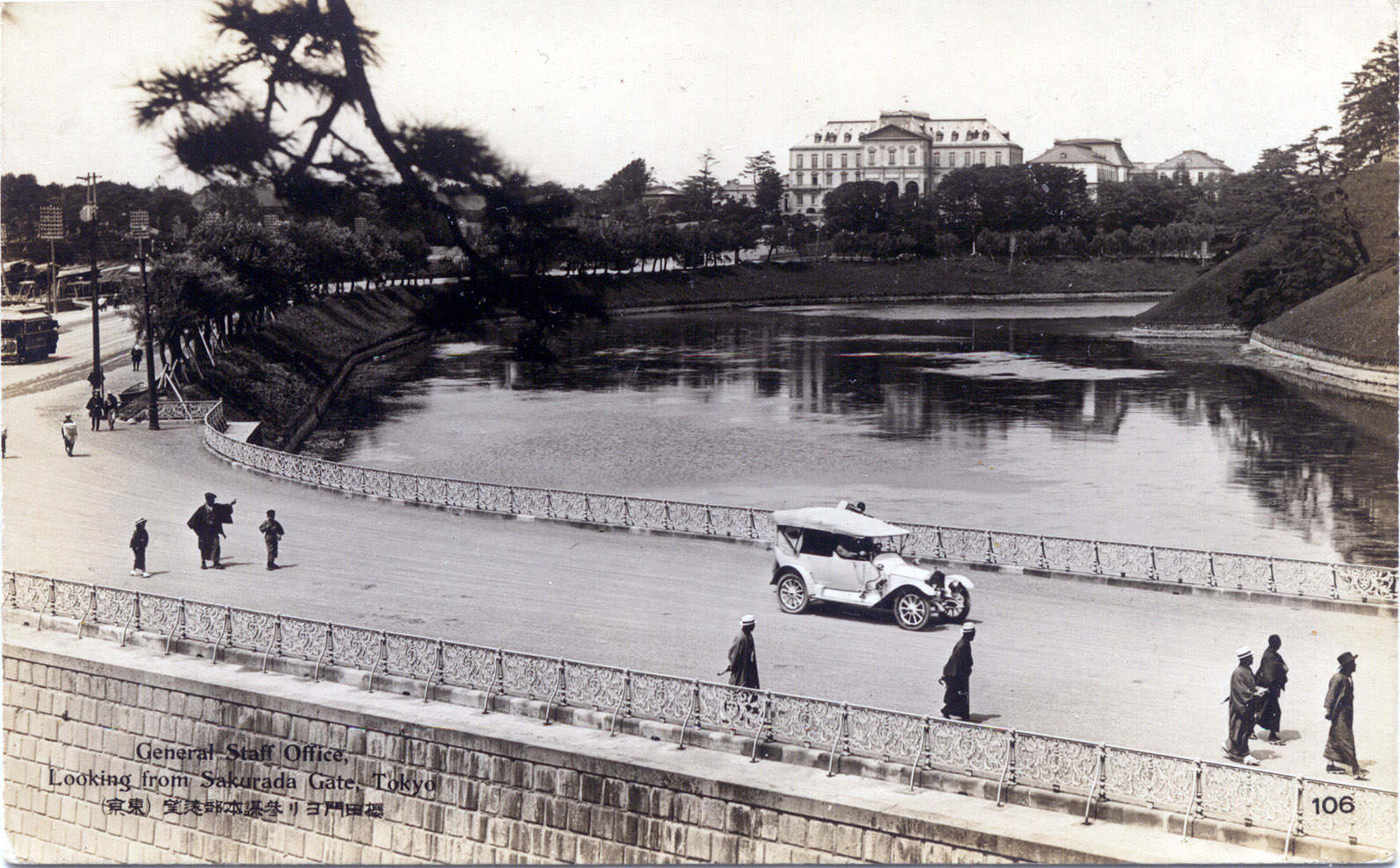
桜田門から望む陸地測量部庁舎は明治14年落成。（カッペレッティ設計、撮影は明治末期）。
画面左：陸地測量部はこの建物3階の一部に参謀本部の伴属諸課として間借りしていた。明治31年以降は陸地測量部がほぼ全面的に占用するに至った。
画面右：新館は参謀本部の移転先。

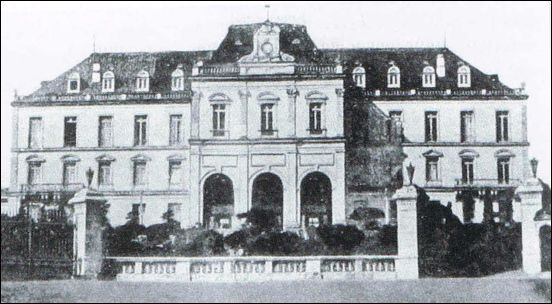
陸地測量部正面。ファサードのデザインから、明治27年明治東京地震による修築以前と推定。

### 明治から戦前、戦中まで

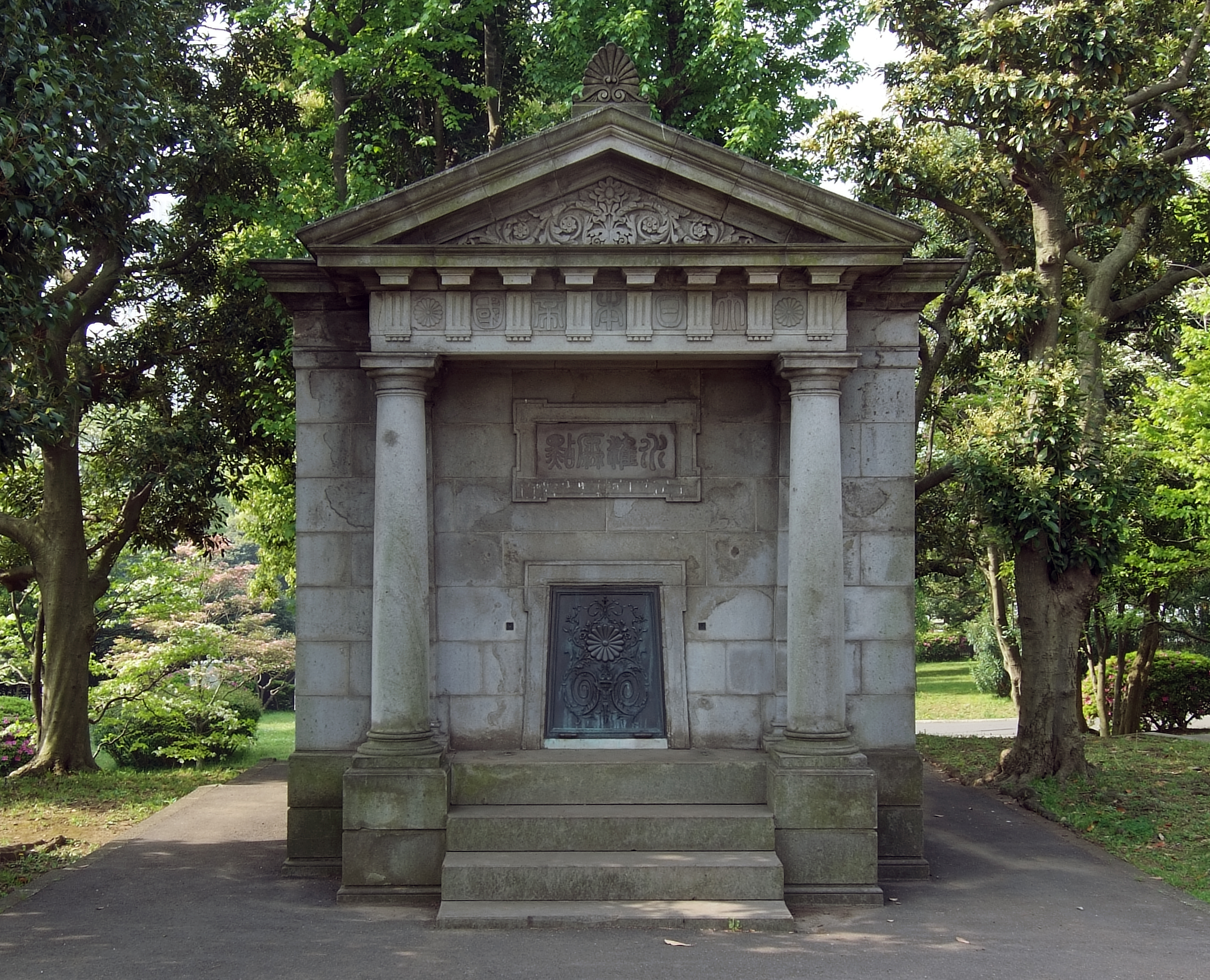
日本水準原点標庫。陸地測量部時代に建設され、国土地理院に継承。今なお標高測量の原点としての公的機能を有する建築物。（重要文化財）

1869年6月（明治2年5月）設立の民部官庶務司戸籍地図掛を行政組織の起源とするが、近代政府としての測量・地図に関する制度的な嚆矢としては、行政官が府県・諸侯に対して発した1868年（明治元年）12月24日の沙汰にまで遡ることができる。戸籍地図掛は翌1870年（明治3年）には民部省地理司へと拡充し、翌1871年（明治4年）の民部省廃止に伴い測量地図作成業務は新設された工部省測量司に、同じく戸籍業務は大蔵省租税寮へ移管。内務省設置の1873年（明治6年）の翌年1月には、太政官達により、同省に地理寮が発足した。その後、同年8月発布の太政官達により、測量司（元工部省）及び太政官正院内史地誌課の業務等を移管統合しつつ、1877年（明治10年）に太政官達第3号により「内務省地理局」と改称され、全国大三角測量と地籍調査の実施を主要業務とした。
一方で、1871年（明治4年）7月、兵部省に「機務密謀ニ参畫シ地圖政誌ヲ編輯シ並ニ間諜通報等ノ事ヲ掌ル」ことを目的に陸軍参謀局が設けられ、「平時ニ在リ是ヲ諸地方ニ分遣シ地理ヲ測量セシメ地圖ヲ製スルノ用ニ供スル事」として間諜隊が置かれた。翌年の2月に兵部省が陸軍・海軍両省に分割された際には陸軍省参謀局として存置されたが、1873年（明治6年）4月、「陸軍文庫・測量地圖・繪圖彫刻・兵史並兵家政誌蒐輯」を掌る陸軍省第六局（翌年再び参謀局と改称）となった。さらに、1878年（明治11年）12月、陸軍省参謀局の廃止と参謀本部設置を機に、同部の地図課・測量課として拡充・改称された。
このように、一時期日本における測地測量は内務省地理局と参謀本部測量課により二元的に実施されてきたが、1884年（明治17年）6月26日、一連の太政官達によって地理行政の業務が整理され、内務省地理局から大三角測量業務を参謀本部に移管、以後、同局の主な業務は地誌編纂中心に縮小されたこれに伴い参謀本部の地図課・測量課は「測量局」へと拡充（1884年9月）、さらに参謀本部の一局から分離され陸地測量部として本部長直属の独立官庁となるのは1888年（明治21年）5月である。全国規模の陸地部における測量を統括するという原則は第二次世界大戦終戦時まで継続され、1945年（昭和20年）には東京大空襲を受けて各部署毎に長野県松本盆地に分散疎開した。

#### 陸地測量部発足以前
- 1869年（明治2年）
  - 4月 - 民部官に庶務司戸籍地図掛が設置される。地誌の編纂と地理資料の収集にあたる。
  - 7月 - 民部官が廃止され民部省となる。
- 1870年（明治3年）7月 - 民部省庶務司戸籍地図掛が廃止され、民部省地理司測量掛、図籍掛、戸籍掛を設置。
- 1871年（明治4年）7月 - 兵部省陸軍参謀局に間諜隊を設置。地理調査と地図編集を担当。
- 1871年（明治4年）9月 - 工部省に測量司が設置される。測量、地図作製を担う部門が整備される。
- 1872年（明治5年）
  - 2月 - 兵部省が陸軍省及び海軍省に分割され、陸軍参謀局は陸軍省参謀局となる。
  - 3月 - 工部省測量司が東京府下で三角測量を開始。
  - 5月 - 工部省測量司が皇居測量を開始。
- 1874年（明治7年）
  - 1月 - 工部省測量司が内務省に移管され、すぐに地理寮量地局に改組される。
  - 12月 - 内務省地理寮が御殿山で金星日面通過観測を行う。
- 1875年（明治8年）7月 - 内務省庁舎が焼失し、ほとんどの地図原図、測量野帳、測量器機を失う。
- 1875年（明治8年） - 内務省地理寮量地局が関東地方全域の大三角測量事業（一等三角測量）を開始。
- 1877年（明治10年）1月 - 内務省地理寮が廃止され、内務省地理局が設置される。測量・地図作成・地誌編纂にあたる。
- 1878年（明治11年） - 陸軍省参謀局が廃止され参謀本部が設置。
- 1879年（明治12年） - 参謀本部が全国測量計画を策定。
- 1883年（明治16年） - 参謀本部が一等三角測量、一等水準測量を開始。
- 1884年（明治17年）
  - 6月 - 内務省地理局所管の陸上測量業務が参謀本部へ移管。
  - 9月 - 参謀本部の地図課・測量課を合せて測量局設置。新たに三角測量課、地形測量課を設置。

#### 参謀本部 陸地測量部
- 1888年（明治21年）5月 - 陸地測量部条例が公布。参謀本部陸地測量部が発足。三角、地形、製図の3科と修技所を置く。
- 1891年（明治24年） - 東京三宅坂参謀本部内に日本水準原点を設置。
- 1892年（明治25年） - 東京麻布に日本経緯度原点を設置（東京天文台子午環中心）。
- 1910年（明治43年） - 2万5千分1地形図の作成を開始。
- 1915年（大正4年） - 一等三角測量が完了（明治成果）。
- 1924年（大正13年） - 全国5万分1地形図がほぼ完了（陸測の5万）。
- 1938年（昭和13年） - 国内の2万5千分1地形図の作成を中断。
- 1941年（昭和16年）4月 - 昭和16年勅令第505号により陸地測量部条例が全部改正。陸地測量部令となる。三角科が第一科、地形科が第二科、製図科が第三科、修技所が教育部となる。
- 1944年（昭和19年）4月 - 杉並区の明治大学予科校舎に疎開。
- 1945年（昭和20年） - 長野県中信地方に疎開。（波田村、梓村、塩尻町、明盛村温明の各国民学校）
  - 5月 - 陸地測量部三宅坂庁舎が空襲により焼失。

### 終戦後
終戦直後、参謀本部第二部参謀・渡邊正少佐の「戦後の復興にも地図作成機関が必要」として文民組織へのいち早い切り替えの努力により、「内務省官制中改正ノ件」（昭和20年勅令第502号）の制定・施行により、陸地測量部令の廃止とともに陸地測量部は消滅、終戦2週間後の1945年（昭和20年）9月1日付けで文民組織である内務省地理調査所が新たに発足。貴重な資料・機器は、多くが戦後の混乱による散逸から免れた。翌年には、疎開先の長野県から千葉県千葉市稲毛（旧千葉陸軍戦車学校跡地）に移る（再移転は後述）。1948年（昭和23年）1月1日に建設院地理調査所、続けて同年7月10日に建設省地理調査所となり、1960年（昭和35年）7月1日に現在の国土地理院と改称された。
その後、1984年（昭和59年）7月1日、国家行政組織法の改正により建設省の特別の機関に位置づけられ、更に中央省庁再編に伴い国土交通省の特別の機関となり現在に至っている。
本院は筑波研究学園都市内の茨城県つくば市北郷1番にある。1979年（昭和54年）に東京・目黒から現在地（当時は筑波郡谷田部町）に移転した。1996年（平成8年）6月1日に、地図や測量について親しめるような施設「地図と測量の科学館」を開館させた。

#### 内務省 地理調査所
- 1945年（昭和20年）8月31日 - 内務省官制が改正され、地理調査所の設置が決定。陸地測量部令は廃止され、陸地測量部が消滅。9月1日に地理調査所が暫定的に3課制（企画、測量、地図）で発足。
- 1946年（昭和21年）7月 - 長野県松本市郊外から千葉市黒砂町の旧陸軍戦車学校跡地に移転（稲毛庁舎）。
- 1947年（昭和22年）
  - 南海地震による基準点の復旧測量を契機として、定期的な基準点の改測を開始。測地網の方位規正を目的として、三角点で天文経緯度観測を実施。
  - カスリーン台風による水害調査（洪水痕跡調査）を行う。
  - 地理調査所国分寺分室に技術員教育所が臨時に設置され、翌年から技術者教育が再開される。

#### 建設省 地理調査所
- 1948年（昭和23年）
  - 7月10日 - 建設省が発足し、建設省地理調査所（同省の附属機関）となる。庶務、測量、地図、印刷の4部15課と東京支所の編成となる。
  - 市町村別の面積測定を再開。
- 1949年（昭和24年）6月3日 - 測量法が公布される。
- 1950年（昭和25年） - 2万5千分1地形図の作成を再開。全国地磁気測量を開始。高知験潮場の開設を機に、全国各地に験潮場が新規開設され始める。
- 1951年（昭和26年）7月 - 地籍調査の実施を決めた12道県に地理調査所の支所を設置。四等三角測量・二等多角測量を実施。
- 1952年（昭和27年） - 国内重力測量を開始。
- 1953年（昭和28年） - 基本測量長期計画を告示（昭和28–37年度まで）。2万5千分1地形図による全国の平地部全域の整備、空中写真測量の実施などを明確化。以降、約10年ごとに改定。新たな20万分1地勢図の整備を開始。月による星の掩蔽（えんぺい）観測を開始。
- 1954年（昭和29年）
  - 4月 - 地理調査所の支所を7つの地域ブロックに集約。地方ブロックに係る測量全般を実施する機関となる。
  - 5月 - 「主要自然地域名称図」を印刷。20万分1またはそれより小縮尺の地図に注記する山地・平野などの自然地名を統一化。
- 1955年（昭和30年） - 湖沼調査を開始。1万分1湖沼図の整備を開始。千葉県君津町（現 君津市）鹿野山に、地磁気絶対観測室を設置。
- 1956年（昭和31年）
  - 南極観測事業に参加。地球物理観測と地図作成を主務として、測地・地形観測要員が参加。
  - 6月 - 測量第1部・測量第2部を廃し、測地部・測図部に改編。写真測量による地図作成が実用・本格化。
- 1957年（昭和32年） - 技術員教育所が建設研修所測量研修部となる。
- 1958年（昭和33年）7月 - 千葉県千葉市から東京都目黒区の駒沢練兵場跡地へ庁舎を移転（東山庁舎）。東京支所が三宅坂に移転して関東支所に改称。
- 1960年（昭和35年）4月 - 水害予防対策土地条件調査（現 土地条件調査）を開始。洪水地形分類図（現 2万5千分1土地条件図）と地盤高及び水防要図の整備を開始。

#### 建設省 国土地理院
- 1960年（昭和35年）
  - 7月1日 - 地理調査所から国土地理院に改称（英称は Geographical Survey Institute のまま変更なし）。支所もまた地方測量部に改称。
  - 国土地理院として初の測量用航空機「くにかぜ」を導入。当初の運用は防衛庁海上自衛隊岩国教育航空隊により行われる。
  - 国土基本図事業の開始。全国的な空中写真の撮影を再開。大縮尺地図整備を進める。
- 1962年（昭和37年） - 鹿野山測地観測所を設置。職員が常駐し本格的な天文・地磁気・重力などの連続観測を行う。
- 1963年（昭和38年） - 測量用航空機「くにかぜ」の運用が海上自衛隊宇都宮教育航空群へ移管される。
- 1964年（昭和39年）
  - 第二次基本測量長期計画を告示（昭和39–49年度まで）。2万5千分1地形図の全国整備などを明確化。
  - 人工衛星観測を開始。
  - 写真図の作成を開始。
- 1965年（昭和40年） - 土地利用調査を開始。2万5千分1土地利用図の整備を開始。
- 1969年（昭和44年） - 地震予知連絡会を設置。
- 1972年（昭和47年） - 沿岸海域基礎調査を開始。沿岸海域地形図、沿岸海域土地条件図の整備を開始。
- 1973年（昭和48年） - 測量用航空機「くにかぜ」の運用が海上自衛隊徳島教育航空群第202教育航空隊へ移管される。
- 1974年（昭和49年） - 精密測地網測量を開始。
- 1979年（昭和54年） - 東京都目黒区から茨城県筑波郡谷田部町（現 つくば市）へ庁舎を移転。火山基本図の整備を開始。
- 1981年（昭和56年） - VLBI装置（可搬型VLBI観測装置）を導入。
- 1983年（昭和58年） - 2万5千分1地形図全国整備が完了（一部離島を除く）。1万分1地形図の整備を開始。測量用航空機「くにかぜ」が退役し、「くにかぜII」を運用開始。
- 1984年（昭和59年）7月1日 - 建設省の特別の機関となる。
- 1989年（平成元年） - 国土基本図データベース作成事業の開始。火山土地条件図の整備を開始。
- 1993年（平成5年） - 南関東・東海地域に電子基準点を設置。
- 1994年（平成6年） - 全国GPS連続観測施設の運用を開始。
- 1995年（平成7年） - GIS基盤情報整備事業の開始。都市圏活断層図（現 活断層図）の整備を開始。
- 1996年（平成8年）6月1日 - 地図と測量の科学館が開館。
- 1998年（平成10年） - つくばVLBI観測局を国土地理院構内に設置。地球地図の整備を開始。

#### 国土交通省 国土地理院
- 2001年（平成13年）
  - 1月6日 - 国土交通省発足、同省の特別の機関となる。災害対策基本法に基づく指定行政機関となる。
  - 6月20日 - 測量法改正（日本測地系から世界測地系に移行）。
- 2002年（平成14年） - 電子基準点網の全国整備が完了。
- 2003年（平成15年） - 電子国土Webシステム（現 地理院地図）の運用を開始。数値地図25000（空間データ基盤）の全国整備が完了。
- 2007年（平成19年） - 測量法改正（測量成果の活用促進）。測量用航空機「くにかぜII」に航空測量用デジタル航空カメラ「Ultra Cam D」が導入される。
  - 5月30日 - 地理空間情報活用推進基本法が公布される。
- 2009年（平成21年） - 測量用航空機「くにかぜII」が退役し、「くにかぜIII」を運用開始。航空機用合成開口レーダー (SAR) 装置の導入等による搭載機材の大型化に伴い機体をセスナ208に変え、運用もそれまでの防衛省から民間委託となり、共立航空撮影により運用される。
- 2010年（平成22年）4月1日 - 国土地理院の英称を Geospatial Information Authority of Japan に変更（略称は GSI のまま変更なし）。
- 2011年（平成23年） - 東北地方太平洋沖地震の影響で日本経緯度原点及び日本水準原点の原点数値を改正。
- 2012年（平成24年） - 明治期の低湿地データの整備を開始。地震による液状化発生に関与する、過去の土地利用を再現。
- 2013年（平成25年）7月 - 地理院地図の運用を開始。
- 2014年（平成26年）
  - 電子地形図25000及び2万5千分1地形図の領土全域の整備が完了。
  - 「全国都道府県市区町村別面積調」の計測基図を紙の地形図から電子国土基本図のデジタルデータへと変更。
- 2015年（平成27年） - 電子地形図20万、数値地図（国土基本情報20万）の全国整備が完了。
- 2016年（平成28年）
  - 3月10日 - 国土地理院ランドバードを発足。無人航空機(UAV)を使った測量を支援。
  - 5月1日 - 石岡VLBI観測施設が本格運用を開始。
- 2017年（平成29年）
  - 2月22日 - 指定緊急避難場所データを地理院地図から公開。
  - 3月14日 - 地理院地図Globeを正式公開。地理院地図の3次元表示が可能に。
  - 3月15日 - 日本重力基準網2016（JGSN2016）を公表。日本の重力値の基準を40年ぶりに更新。
- 2018年（平成30年） - ビッグデータを用いた地形図（登山道）の修正を開始。
- 2019年（令和元年）
  - 3月 - 自然災害伝承碑の地図記号を制定。6月には地理院地図に、9月には2万5千分1地形図にそれぞれ掲載開始。
  - 7月22日 - 日本全国の重力網を構築する航空重力測量が開始される。航空機の運用は民間委託され、「くにかぜIII」を運用している共立航空撮影の航空機により測定が開始される。
- 2020年（令和2年）4月1日 - 民間等が設置するGNSS連続観測局について、国土地理院がその性能に応じて級別に登録する制度を開始。
- 2021年（令和3年）5月26日 - 電子国土基本図がベース・レジストリ（デジタル社会形成基本法第31条に規定する「公的基礎情報データベース」）に指定される[14]。
- 2022年（令和4年）2月1日 - 国家座標の認証に係る指針[15]を公表。
- 2023年（令和5年）
  - 2月28日 - 日本国に属する島の計数結果を国土地理院として初めて公表[16]。これにより、令和6年版の日本統計年鑑および理科年表の該当部分をそれぞれ改訂。
  - 3月28日 - 人工衛星搭載の干渉合成開口レーダー時系列解析による日本全国の変動分布図を公表。
  - 12月1日 - 宇宙航空研究開発機構と共同で、国際GNSS事業の解析センターの一つとして参画し、測位衛星の精密な軌道暦の算出を開始。
- 2024年（令和6年）
  - 4月1日 - 東京に置かれる本院組織として防災・地理空間情報企画センターが発足。
  - 6月19日 - 測量法改正（技術の進展に対応した担い手の確保、測量成果等の提供の電子化等）。
- 2025年（令和7年）
  - 4月1日 - 電子基準点、三角点、水準点等の基準点の標高に関する新しい測量成果「測地成果2024」、「ジオイド2024日本とその周辺」等の提供を開始。

## 組織
国土地理院の内部組織は一般的に、法律の国土交通省設置法、政令の国土交通省組織令および省令の国土地理院組織規則が階層的に規定している。

### 本院
（茨城県つくば市北郷1番、東京都千代田区霞が関2丁目1-2中央合同庁舎第2号館）
- 院長
  - 参事官
- 総務部 - 測量法の施行に関する事務、事務全般に関する業務を行う。
  - 総務課
  - 政策課
  - 人事課
  - 会計課
  - 契約課
  - 厚生課
  - 広報広聴室
- 企画部 - 事業計画・研究開発計画の企画・立案、防災に関する企画・立案、測量の技術・管理の改善に関する事務、公共測量の指導・助言、国際協力・交流に関する業務等を行う。
  - 企画調整課
  - 防災課
  - 技術管理課
  - 測量指導課
  - 国際課
- 測地部 - 基本測量における測地測量（基準点測量）、地殻活動の異常な地域における地殻活動の観測、地磁気測量、重力測量及びジオイド測量、超長基線測量等を行う。
  - 計画課
  - 測地基準課
  - 物理測地課
  - 宇宙測地課
- 地理空間情報部 - 地理空間情報の管理・提供・地域連携、地理院地図（電子国土Web）等に関する情報通信システムの開発等を行う。
  - 企画調査課
  - 情報企画課
  - 情報サービス課
  - 情報普及課
  - 情報システム課
- 基本図情報部 - 国土の地図の作成、地名等の資料の収集・処理、陸地の面積の測定、基盤地図情報の整備、空中写真の整備・更新、写真測量・リモートセンシングの測図技術に関する業務等を行う。
  - 管理課
  - 国土基本情報課
  - 基本図課
  - 地名情報課
  - 画像調査課
  - 地図情報技術開発室
- 応用地理部 - 低地・火山・活断層・湖沼等の地理に関する調査図（地形分類等）の作成、防災及び環境保全に必要な地理空間情報の整備等を行う。
  - 企画課
  - 地理調査課
  - 地理情報処理課
- 防災・地理空間情報企画センター - 防災に係る事項のうち情報通信システム及び緊急災害対策派遣隊に関する企画・立案等、技術に関する事項のうち地理空間情報及び測量に関する渉外の総括、地理空間情報及び地理情報システムの整備及び利用に関する事項の企画・立案等を行う。
  - 防災企画調整課
  - 地理空間情報企画課
- 測地観測センター - 電子基準点の運用、地殻変動の連続観測、測地に関する人工衛星情報の収集・解析・管理・提供、験潮等を行う。
  - 衛星測地課
  - 電子基準点課
  - 地殻監視課
- 地理殻活動研究センター - 地殻変動、宇宙測地及び地理情報解析に関する基礎的な研究を行う。
  - 研究管理課
  - 地殻変動研究室
  - 宇宙測地研究室
  - 地理情報解析研究室

### 地方測量部及び支所
- 北海道地方測量部 （北海道札幌市北区北8条西2-1-1）
  - 管轄：北海道
- 東北地方測量部（宮城県仙台市宮城野区五輪1-3-15）
  - 管轄：青森県、岩手県、宮城県、秋田県、山形県、福島県
- 関東地方測量部（東京都千代田区九段南1-1-15）
  - 管轄：茨城県、栃木県、群馬県、埼玉県、千葉県、東京都、神奈川県、山梨県、長野県
- 北陸地方測量部（富山県富山市牛島新町11-7）
  - 管轄：新潟県、富山県、石川県、福井県
- 中部地方測量部（愛知県名古屋市中区三の丸2-5-1）
  - 管轄：岐阜県、静岡県、愛知県、三重県
- 近畿地方測量部（大阪府大阪市中央区大手前4-1-76）
  - 管轄：滋賀県、京都府、大阪府、兵庫県、奈良県、和歌山県
- 中国地方測量部（広島県広島市中区上八丁堀6-30）
  - 管轄：鳥取県、島根県、岡山県、広島県、山口県
- 四国地方測量部（香川県高松市サンポート3-33）
  - 管轄：徳島県、香川県、愛媛県、高知県
- 九州地方測量部（福岡県福岡市博多区博多駅東2-11-1）
  - 管轄：福岡県、佐賀県、長崎県、熊本県、大分県、宮崎県、鹿児島県
- 沖縄支所（沖縄県那覇市おもろまち2-1-1）
  - 管轄：沖縄県

### その他施設
- 石岡測地観測局（茨城県石岡市）
- 水沢測地観測所（岩手県奥州市）
- 鹿野山測地観測所（千葉県君津市）
- 東海機動観測基地（静岡県掛川市）
- 地図と測量の科学館 （茨城県つくば市）
- 忍路験潮場（北海道小樽市忍路）
- 奥尻験潮場（北海道奥尻郡奥尻町）
- 浅虫験潮場（青森県青森市浅虫）
- 男鹿験潮場（秋田県男鹿市戸賀塩浜）
- 鼠ケ関験潮場（山形県鶴岡市鼠ヶ関）
- 飛島験潮場（山形県酒田市飛島）
- 相馬験潮場（福島県相馬市原釜）
- 勝浦験潮場（千葉県勝浦市興津）
- 油壺験潮場（神奈川県三浦市三崎町）
- 小木験潮場（新潟県佐渡市）
- 柏崎験潮場（新潟県柏崎市鯨波）
- 三国験潮場（福井県坂井市三国町）
- 伊東験潮場（静岡県伊東市富戸）
- 田子験潮場（静岡県賀茂郡西伊豆町）
- 焼津験潮場（静岡県焼津市中港）
- 鬼崎験潮場（愛知県常滑市港町）
- 海南験潮場（和歌山県海南市冷水）
- 田後験潮場（鳥取県岩美郡岩美町）
- 須佐験潮場（山口県萩市）
- 久礼験潮場（高知県高岡郡中土佐町）
- 仮屋験潮場（佐賀県東松浦郡玄海町）
- 細島験潮場（宮崎県日向市細島町）
- 阿久根験潮場（鹿児島県阿久根市波留）
- 沖縄験潮場（沖縄県南城市）

## 幹部
国土地理院の幹部は以下のとおりである。幹部名簿には、事務官と技官の別の記載があり、総務部（広報広聴室長を除く）、主任監査官、監査官、適正業務管理官及び各地方測量部の管理課長は事務官、他のすべての幹部は技官である。
なお、院長に直属する参事官は、国土地理院組織規則（平成13年国土交通省令第20号）では、他の中央官庁における参事官（課長級）と同様、国土地理院の所掌事務に関する重要事項の企画及び立案に参画する（第3条）とされる。ただ、建制順では院長の次に位置し、国土地理院の組織の公式英訳では、参事官の定訳である Counsellor ではなく、Deputy Director-General の英訳が与えられている。この英訳は日本語に直訳すれば国土地理院長 (Director-General) に対する「副院長」の意味であり、同職が国土地理院においては次長の役割を果たしている実態を反映していると考えられる。
- 院長：河瀬和重
- 参事官：中平善伸
- 総務部長：高石将也
- 企画部長：長谷川裕之
- 測地部長：宮川康平
- 地理空間情報部長：岡谷隆基
- 基本図情報部長：飯田洋
- 応用地理部長：中村孝之
- 防災・地理空間情報企画センター長：石関隆幸
- 測地観測センター長：宮原伐折羅
- 地理殻活動研究センター長：矢来博司

## 地形等の正式名
島名や海峡名などについて、国土地理院と海上保安庁とが協議して名称を固定している。日本ではこの名称を「正式名」と呼ぶことになっている。場合によっては、住民も自治体も通常用いない名称がこの正式名として定められる場合がある（例：屋代島（俗称:周防大島））。
山名などについてはこのような制度はない。

## 所管法人・財政・職員
国土交通省の該当の項を参照